# Sinuloculina
Sinuloculina es un género de foraminífero bentónico considerado un sinónimo posterior de Pseudotriloculina de la subfamilia Miliolinellinae, de la familia Hauerinidae, de la superfamilia Milioloidea, del suborden Miliolina y del orden Miliolida. Su especie tipo era Biloculina cyclostoma. Su rango cronoestratigráfico abarcaba desde el Badeniense (Mioceno medio) hasta el Pleistoceno medio.

## Clasificación
Se describieron numerosas especies de Sinuloculina. Entre las especies más interesantes o más conocidas destacaban:
- Sinuloculina consobrina
- Sinuloculina cyclostoma

Un listado completo de las especies descritas en el género Sinuloculina puede verse en el siguiente anexo.